# Дом коммерческого банка (Сновск)
Дом коммерческого банка или Дом, где в январе 1918 года размещался Сновский совет рабочих, крестьянских и солдатских депутатов — памятник истории местного значения в Сновске. Сейчас в здании размещается административное учреждение — Местное самоуправление.

## История
Решением исполкома Черниговского областного совета народных депутатов от 31.05.1971 № 286 присвоен статус памятник истории местного значения с охранным № 2064 под названием Дом, где в январе 1918 года размещался Сновский совет рабочих, крестьянских и солдатских депутатов. На здании установлена информационная доска.
Приказом Департамента культуры и туризма, национальностей и религий Черниговской областной государственной администрации от 12.11.2015 № 254 для памятника используется новое названием — Дом коммерческого банка.

## Описание
Дом построен в начале 20 века. Одноэтажный, 5-оконный, деревянный на кирпичном фундаменте дом площадью 232,8 м² со входом справа. Имеет 9 комнат. Фасад и линия карниза украшены резным декором, окна с сандриками, без ставней. У входа крыльцо.
До Октябрьской революции 1917 года в доме размещалось отделение коммерческого банка
В этом доме в период 28.12.1917 — начало марта 1918 года размещался исполком первого Сновского совета рабочих, крестьянских и солдатских депутатов, который провозгласил установление советской власти в городе. Совет возглавлял большевик М. И. Михайловский.
В 1967 году на фасаде доме Щорского городского совета народных депутатов была установлена мемориальная доска Сновскому совету рабочих, крестьянских и солдатских депутатов (белый мрамор, 0,8х0,7 м), ныне демонтирована.